# The Who Sell Out
The Who Sell Out (1967) is het derde album van de Britse rockband The Who. Het is een conceptalbum dat bestaat uit een verzameling van onsamenhangende nummers, gemengd met onbestaande commercials (de muziek ervan natuurlijk) en een soort van Postbus 51-spotjes. Het album doet alsof het een uitzending is van het piratenstation Radio London. Een deel van de bedoelde ironie van de titel was dat The Who ook écht reclame maakt tijdens die bepaalde periode van hun carrière, waarvan er enkele zijn toegevoegd als bonustracks op de geremasterde cd.
De omslag van de plaat is verdeeld in panelen, waarin alle vier de bandleden staan: twee op de voorkant en twee op de achterkant. Voorkant: Pete Townshend prijst het deodorant-merk Odorono aan door het met een té grote stick onder zijn oksel te houden; Roger Daltrey zit in een badkuip vol met Heinz' witte bonen in tomatensaus. Achterkant: Keith Moon smeert het anti-puistmiddel Medac uit een iets te grote tube; John Entwistle staat in een Tarzan-pakje van luipaardhuid, terwijl hij een blonde vrouw in een gelijksoortige bikini met één arm vasthoudt en in de andere een teddybeer (een advertentie voor Charles Atlas, genoemd in een van de valse commercials op het album). Oorspronkelijk zou Moon een tube Clearasil vasthouden, maar de fabrikant verbood het en de cover werd veranderd.
De uitgifte van het album werd gevolgd door een massale aankondiging van rechtszaken, vanwege de grote commerciële interesse in de  valse reclames en de albumcovers. Ook de makers van de echte jingles (van onder andere Radio London) uitten zich ontevreden omdat The Who de jingles zonder permissie zou hebben gebruikt. (De jingles waren geproduceerd door PAMS uit Dallas, Texas, die duizenden van deze radiojingles maakte in de jaren zestig en zeventig.)
"I Can See For Miles" werd als single uitgegeven en werd een grote hit; het bleef in The Who's concert-repertoire staan gedurende de rest van hun carrière. "Rael" was een korte weergave van een van Townshend's eerste pogingen om een rockopera te verwezenlijken. De plot was niet goed te herkennen in het aftreksel, maar het bestaat in ieder geval uit een heroïsche "Kapitein" die door zijn bemanning bedrogen is tijdens een clandestiene poging om Rael (Israël) te redden van een oprukkende invasie door de Red Chins(Red Chinese). Het dramatische instrumentale gedeelte in de tweede helft van het lied komt tevoorschijn als een dromerige reeks in zowel "Sparks" en "Underture" van de latere rockopera "Tommy". Een live-versie "Tattoo" komt voor op de geremasterde cd's van "Live at Leeds". De overblijvende songs van The Who Sell Out hadden slechts een kleine impact en zijn haast onbekend buiten de grote kring van Who-fans. "Mary-Anne With The Shaky Hand" wordt zowel geschreven mét als zonder het verbindingsstreepje en mét en zonder de '-s', die Hand in het meervoud zet. Net zoals eerdere uitgaven van The Beatles' Sgt. Pepper's Lonely Hearts Club Band, eindigde Sell Out met een audio-rariteit die zich herhaalt in locked groove - in dit geval een a capella-jingle voor Track Records.
In 2005, zong zangeres Petra Haden het hele album a capella (zelfs met instrumenten) en gaf de hele re-creatie van het album uit. Pete Townshend zei over haar interpretatie: "I love it. Het is niet te vergelijken." () Hij voegde nog toe: "Ik voelde me alsof ik iets nog beters ontving dan een Grammy." Haden's werk heeft een groot aantal fans (en anderen) indirect aangespoord om weer naar het origineel van The Who te gaan luisteren.
In 2003 werd het album op nummer 113 gezet van Rolling Stone's lijst van de 500 beste albums aller tijden.

## Track listing
- Alle nummers zijn geschreven door Pete Townshend, tenzij anders aangegeven.

| Kant A "Radio London" 1."Armenia City In The Sky" (Keene) - 3:12 "Radio London" 2."Heinz Baked Beans" (Entwistle) - 0:57 "More Music" 3."Mary-Anne With The Shaky Hand" - 2:04 "Premier Drums"/"Radio London" (Instrumentaal) 4."Odorono" - 2:16 "Radio London" 5."Tattoo" - 2:42 "Radio London" (Church of Your Choice) 6."Our Love Was" - 3:07 "Radio London" (Pussycat)/"Speakeasy"/"Rotosound Strings" 7."I Can See for Miles" - 4:17 "Charles Atlas" Kant B 8."I Can't Reach You" - 3:03 9."Medac" (Entwistle) - 0:57 10."Relax" - 2:38 11."Silas Stingy" (Entwistle) - 3:04 12. "Sunrise" - 3:03 13. "Rael 1" - 5:44 | 14. "Rael 2" - 0:47 "Top Gear" 15. "Glittering Girl" - 2:56 (niet eerder uitgegeven) "Coke 2" 16. "Melancholia" - 3:17 "Bag O'Nails" 17. "Someone's Coming" (Entwistle) - 2:29 "John Mason's Cars" (Oefening) 18. "Jaguar" - 2:51 "John Mason's Cars" (Reprise) 19. "Early Morning Cold Taxi" (Daltrey, Dave Langston) - 2:55 "Coke 1" 20. "Hall of the Mountain King" (Edvard Grieg) - 4:14 (niet eerder uitgegeven) "Radio 1" (Boris Mix) 21. "Girl's Eyes" (Moon) - 3:28 "Odorono" (Final Chorus) 22. "Mary-Anne with the Shaky Hand" (Alternatieve versie) - 3:19 (niet eerder uitgegeven) 23. "Glow Girl" - 2:24 "Track Records" |